# Liste von Persönlichkeiten der Stadt Brügge
Die folgende Liste enthält in Brügge geborene sowie zeitweise dort lebende Persönlichkeiten, chronologisch aufgelistet nach dem Geburtsjahr. Die Liste erhebt keinen Anspruch auf Vollständigkeit.

## In Brügge geborene Persönlichkeiten

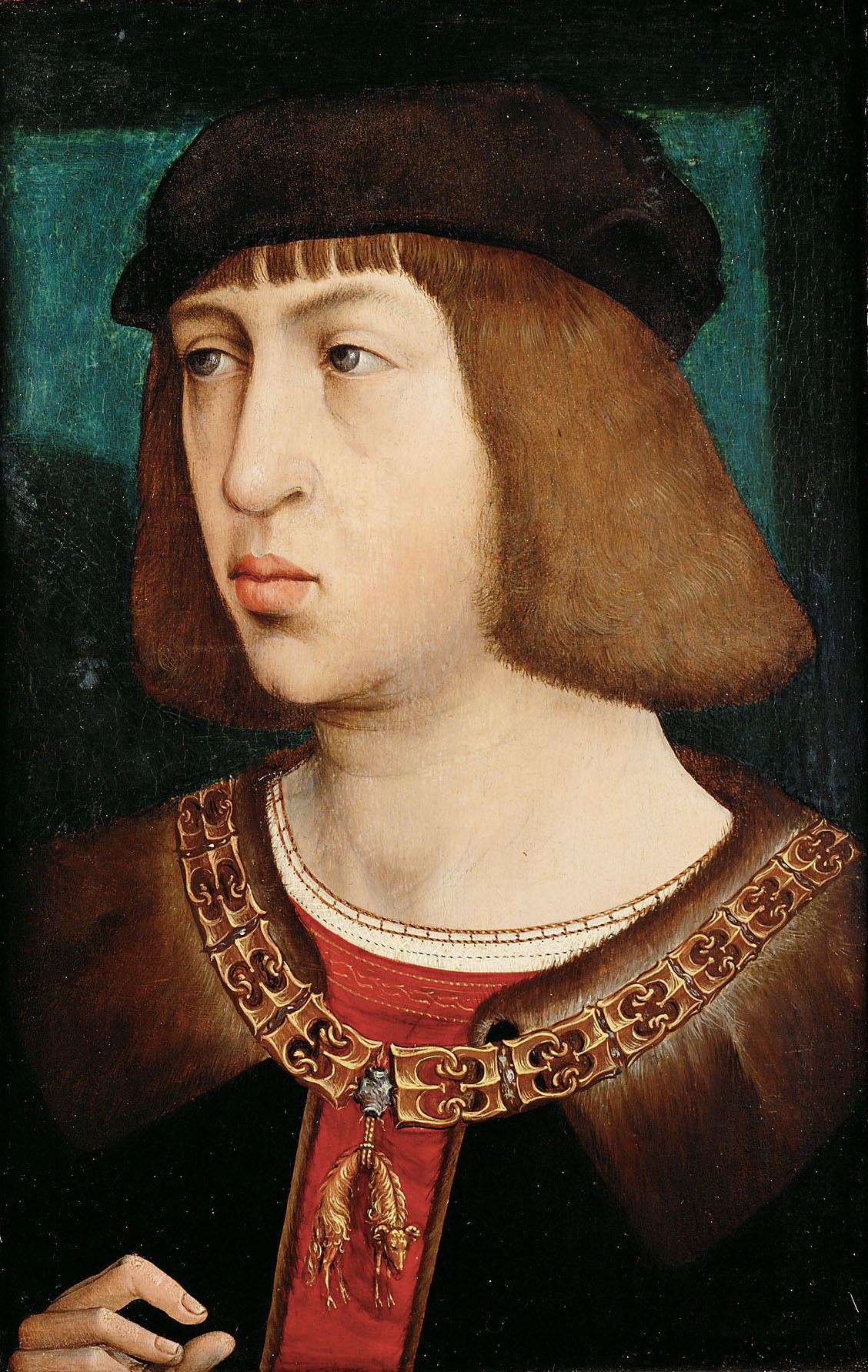
Herzog Philipp I.

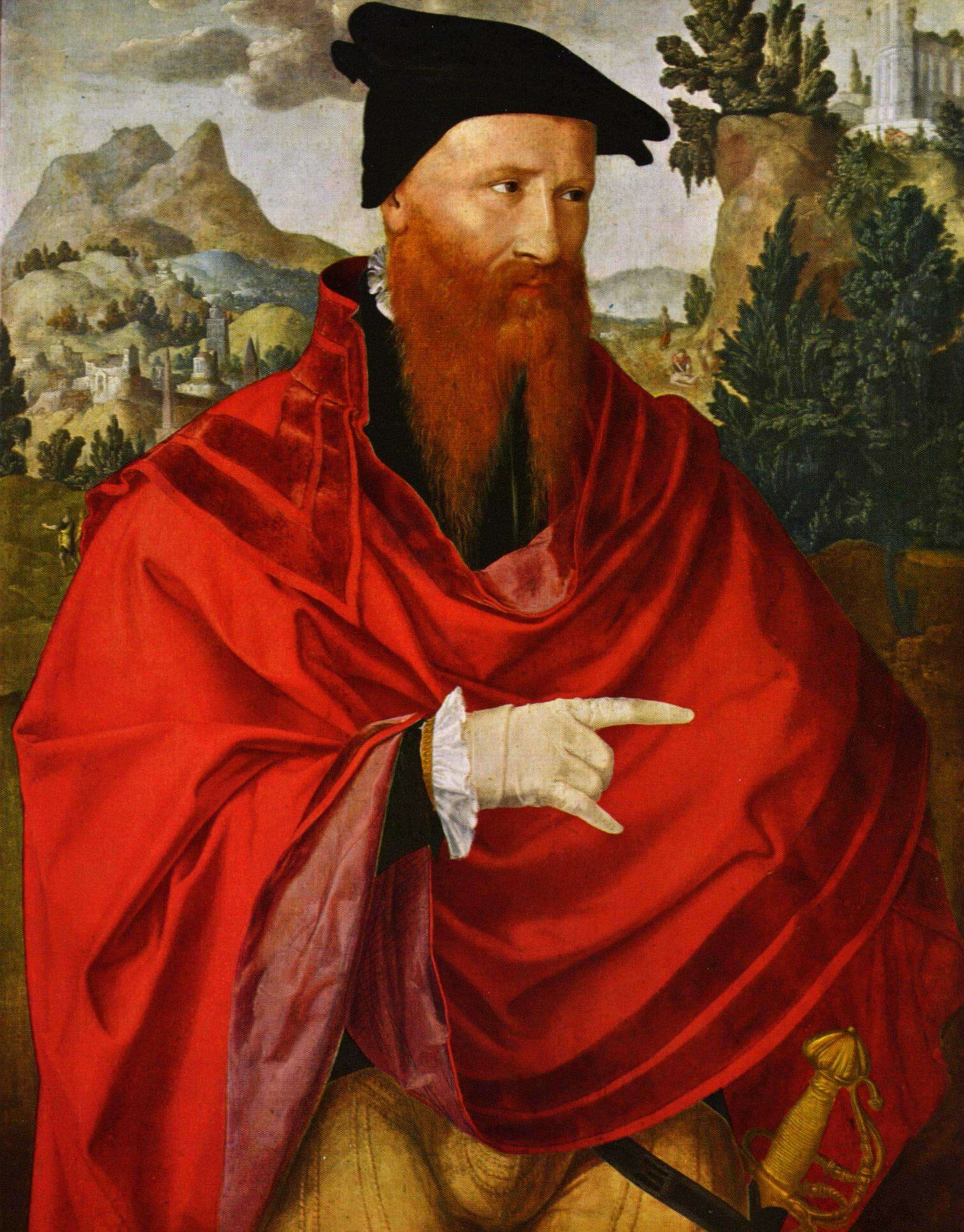
David Joris

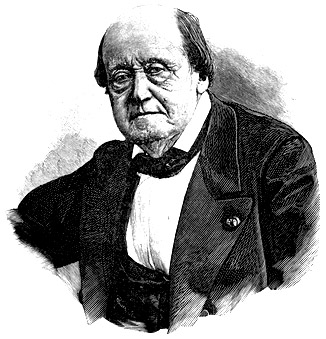
Henri Milne Edwards

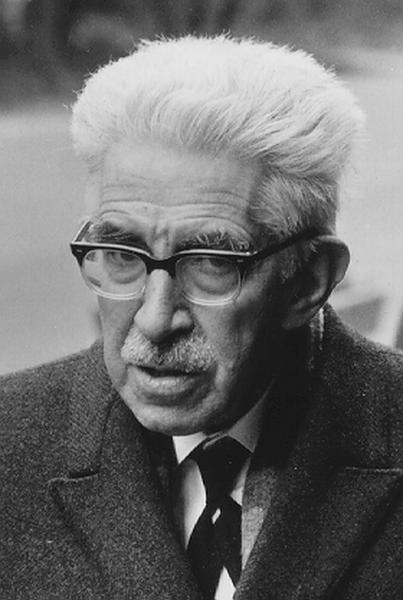
Marcel Minnaert

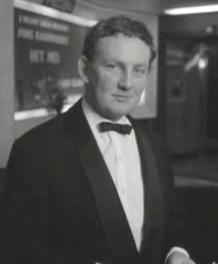
Hugo Claus

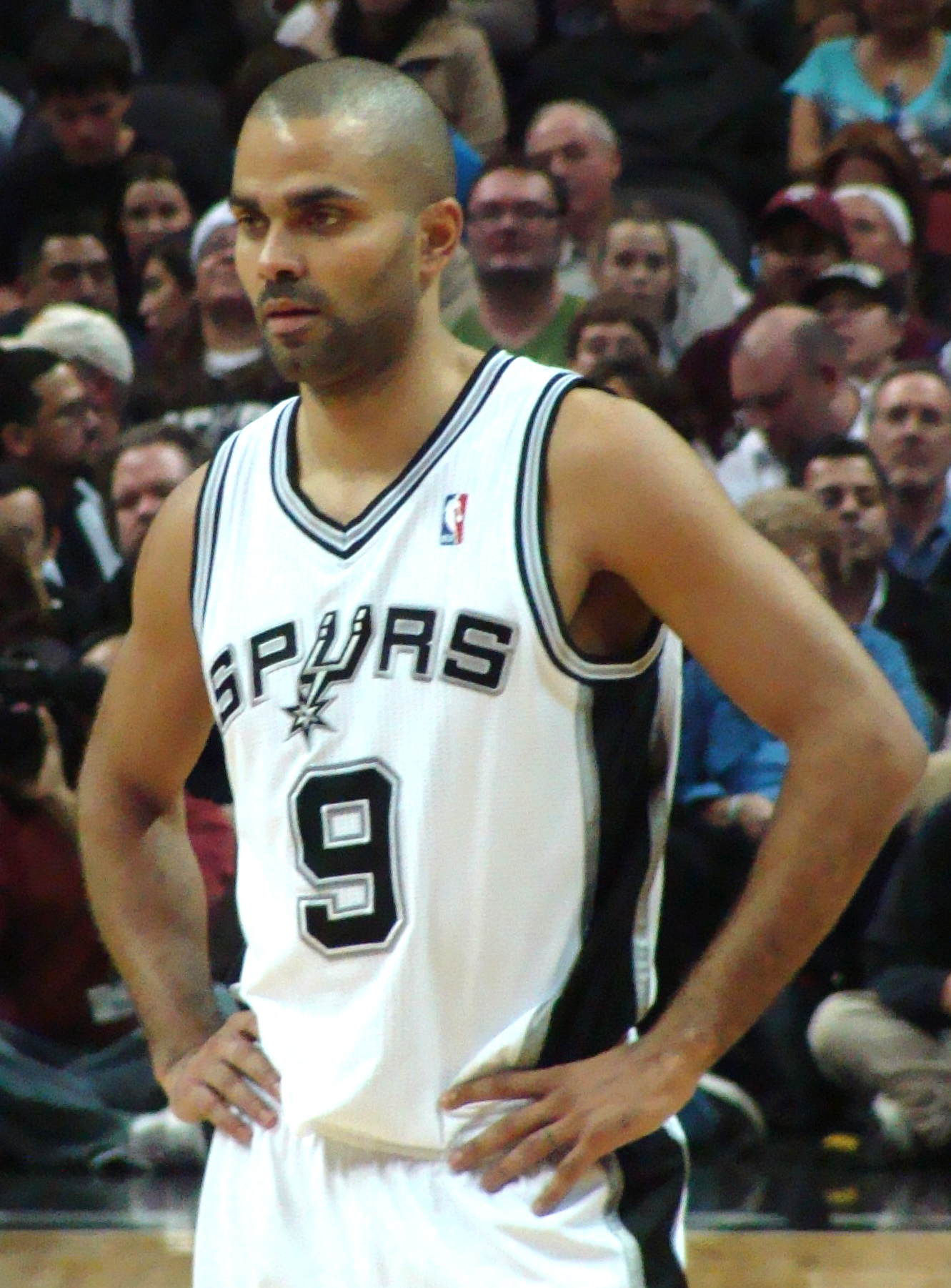
Tony Parker

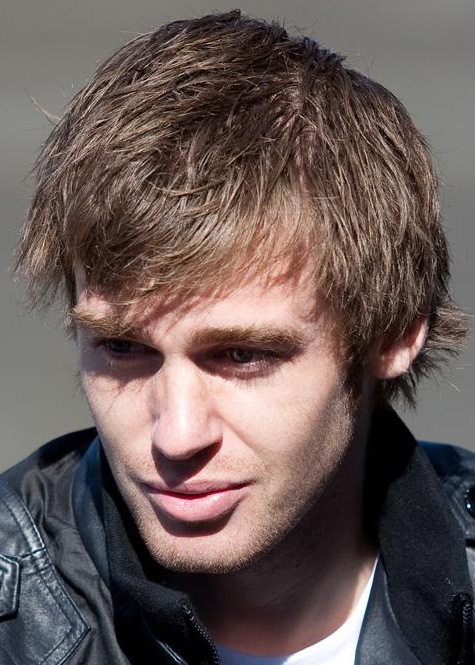
Nicolas Lombaerts

### Bis 1800
- Lubertus Hautscilt (um 1347–1417), Augustiner-Abt, Mathematiker, Astrologe und Mystiker
- Pieter Bladelin (um 1408–1472), Patrizier der Stadt und Berater am Hof von Philipp dem Guten
- Pierre Basin (1435–1497), Sänger
- Jean Cordier (1440–1501), Sänger
- Jean le Sauvage (1455–1518), Berater von Karl dem V.
- Johann von Brügge (um 1458–1512), flämischer Adliger, Generalleutnant und Gouverneur der Picardie
- Georg van Themseke (1470–1535), Botschafter von Karl dem V.
- Johannes de Witte (1475–1540), Dominikaner
- Philipp I. (1478–1506), Herzog von Burgund
- Adriaen Isenbrant (1490–1556), Maler
- David Joris (1501/02–1556), Glasmaler
- Johann Otho (um 1520–1581), Humanist, Pädagoge, Kartograf und Gelehrter
- Marcus Gerards der Ältere (1520/21–1586), Renaissancemaler, Grafiker und Graveur
- Willem Benson (um 1521–1574), Maler der Renaissance
- Jan van der Straet (1523–1605), Maler und Zeichner
- Jacobus Pamelius (1536–1587), katholischer Theologe
- Bonaventura Vulcanius (1538–1614), Gelehrter, Übersetzer und Humanist
- Frans Pourbus der Ältere (1545–1581), Maler
- Peter Candid (1548–1628), Maler und Grafiker
- Simon Stevin (1548/49–1620), Mathematiker, Physiker und Ingenieur
- Marcus Gerards der Jüngere (1561/62–1636), Renaissancemaler
- Franciscus Gomarus (1563–1641), Professor für reformierte Theologie in Leiden, Saumur und Groningen
- Nicolaus Mulerius (1564–1630), Professor für Medizin und Mathematik
- Grégoire de Saint-Vincent (1584–1667), Mathematiker und Jesuit
- Jakob van Oost der Ältere (um 1600–1671), Maler
- Jakob van Oost der Jüngere (1637–1713), Maler
- Franz Karl von Riesse (1721–1786), k. k. Feldzeugmeister und Kommandierender General in Innerösterreich
- Albert Gregorius (1774–1853), Porträtmaler und Kunstpädagoge
- Joseph-Denis Odevaere (1775/78–1830), Historien- und Porträtmaler sowie Lithograf
- Joseph Johan Hachez (1758–1831), Kaufmann
- Louis de Potter (1786–1859), Politiker
- Charles de Brouckère (1796–1860), Staatsmann
- Henri Milne Edwards (1800–1885), Zoologe, Arzt und Naturforscher

### 1801 bis 1900
- Henri de Brouckère (1801–1891), Staatsmann
- Paul Devaux (1801–1880), Politiker
- Octave Delepierre (1804–1879), Schriftsteller
- Eugène Charles Catalan (1814–1894), Mathematiker
- Paul-Jean Clays (1819–1900), Marinemaler und Aquarellist
- Émile Louis Victor de Laveleye (1822–1892), Nationalökonom
- Johann Franz Michiels (1823–1887), deutscher Holzschnitzer, Bildhauer und Fotograf flämischer Herkunft
- Guido Gezelle (1830–1899), Dichter
- Louis de la Censerie (1838–1909), Architekt
- Emile Godding (1841–1898), Genremaler
- Jean-Baptiste Brondel (1842–1903), römisch-katholischer Bischof von Vancouver Island und von Helena
- Eugène Goossens (1845–1906), Dirigent
- Gerard van Caloen (1853–1932), Benediktinerabt und Bischof in Brasilien
- Florimond Delanghe (1861–1895), Soldat und Kolonialadministrator
- Joseph Ryelandt (1870–1965), Komponist
- Albert de Badrihaye (1880–1976), Maler/Grafiker, in Deutschland Professor u. Heraldiker
- Edgar Everaert (1888–1957), Vereinsgründer
- Alphonse Six (1890–1914), Fußballspieler
- Félix Balyu (1891–1971), Fußballspieler
- Arsène Becuwe (1891–1992), Komponist und Dirigent
- Alfons Annys (1892–1972), Maler, Glasmaler, Architekt, Kunsthistoriker und Pädagoge
- Marcel Minnaert (1893–1970), Astronom
- Etienne Ruzette (1894–1960), Botschafter
- François Louis Ganshof (1895–1980), Historiker
- Achille Van Acker (1898–1975), Politiker
- André Houpelyne (1900–1986), Ruderer
- Achille Mengé (1900–1966), Ruderer
- Albert Van Coile (1900–1927), Fußballspieler

### 1901 bis 1950
- Jef Van de Wiele (1903–1979), Nationalist
- Madeleine De Meulemeester (1904–1996), Pfadfinderfunktionärin und Gerechte unter den Völkern
- Louis Versyp (1908–1988), Fußballspieler
- Guy De Poerck (1910–1996), Romanist
- Albert Coppé (1911–1999), Politiker
- Robert Braet (1912–1987), Fußballtorhüter und -funktionär
- Fernand Isselé (1915–1994), Wasserballspieler
- Nelly Landry (1916–2010), Tennisspielerin
- Albert Ramon (1920–1993), Radrennfahrer
- Herman de Meulenaere (1923–2011), Ägyptologe
- Guy Dossche (1925–2016), Jazzmusiker
- Hugo Dyserinck (1927–2020), Komparatist
- Frank Van Acker (1929–1992), Politiker
- Hugo Claus (1929–2008), Schriftsteller
- Jean Schramme (1929–1988), Söldner
- Bernhard Maria Lambert OSB (1931–2014), Abt von Scheyern
- Fernand Bossier (1933–2006), Altphilologe, Philosophiehistoriker und Professor
- Etienne Vermeersch (1934–2019), Philosoph
- Gilbert Desmit (* 1937), Schwimmer
- Guido Reybrouck (* 1941), Radrennfahrer
- Raoul Lambert (* 1944), Fußballspieler
- Michel D’Hooghe (* 1945), Fußballfunktionär
- Jean-Pierre Van Rossem (1945–2018), Wissenschaftler, Politiker, Sponsor und Schriftsteller
- Wilfried David (1946–2015), Radrennfahrer
- Jean-Michel Veranneman de Watervliet (1947–2018), Botschafter
- Lode Van Hecke (* 1950), römisch-katholischer Ordensgeistlicher, Bischof von Gent

### 1951 bis 1980
- Pierre Chevalier (* 1952), Jurist und Politiker
- Pieter Aspe (1953–2021), Kriminalschriftsteller
- Wilfried Reybrouck (* 1953), Radrennfahrer
- Sophie Barjac (* 1957), Schauspielerin
- Gino Maes (* 1957), Fußballspieler
- Kris Defoort (* 1959), Komponist und Jazzmusiker
- Frank Vanhecke (* 1959), Politiker
- Johan Vandewalle (* 1960), Orientalist
- Filip Dewinter (* 1962), Politiker
- Peter Verhelst (* 1962), Schriftsteller, Dichter, Theaterautor, Performer und Dramatiker
- Jan De Winne (* 1962), Flötist
- Bart Moeyaert (* 1964), Autor und Dichter
- Bart De Nolf (* 1965), Jazzmusiker
- Aise Johan de Jong (* 1966), Mathematiker
- Henk Houwaart junior (1967–2008), Fußballspieler
- Dominique Persoone (* 1968), Chocolatier
- Luc Van Lierde (* 1969), Triathlet
- Michel Vanhaecke (* 1971), Radrennfahrer
- David Van Reybrouck (* 1971), Schriftsteller
- Tom Compernolle (1975–2008), Leichtathlet
- Tcha Limberger (* 1977), Jazz- und Weltmusikkünstler
- Wim De Deyne (* 1977), Shorttracker
- James Vanlandschoot (* 1978), Radrennfahrer
- Gotye (* 1980), Musiker

### Ab 1981
- Thomas Buffel (* 1981), Fußballspieler
- Tim Maeyens (* 1981), Ruderer
- Tony Parker (* 1982), Basketballspieler
- Joeri Calleeuw (* 1985), Radrennfahrer
- Nicolas Lombaerts (* 1985), Fußballspieler
- Dieter Vanthourenhout (* 1985), Cyclocrossfahrer
- Bart Buysse (* 1986), Fußballspieler
- Jens Keukeleire (* 1988), Radrennfahrer
- Sven Vandousselaere (* 1988), Radrennfahrer
- Lindsey De Grande (* 1989), Leichtathletin
- Joris De Loore (* 1993), Tennisspieler
- Julie Van de Velde (* 1993), Radrennfahrerin
- Aurèle Vandeputte (* 1995), Mittelstreckenläufer
- Niels Van Zandweghe (* 1996), Leichtgewichts-Ruderer
- Thibault De Smet (* 1998), Fußballspieler
- Sandrine Billiet (* 1999), belgisch-kapverdische Judoka
- Noah Fadiga (* 1999), belgisch-senegalesischer Fußballspieler
- Michael Obasuyi (* 1999), Hürdenläufer
- Marie Van Riet (* 2003), Squashspielerin
- Lani Wittevrongel (* 2004), Radsportlerin

## Persönlichkeiten, die vor Ort gewirkt haben
- Gilles Binchois (um 1400–1460),  Komponist, Dichter und Kleriker
- Antoine Busnoys (um 1435–1492), französischer Komponist, Sänger, Dichter und Kleriker
- William Caxton (um 1422–1491), der erste englische Buchdrucker
- Petrus Christus (* um 1410/1420–1475/76), niederländischer Maler
- Gerard David (um 1460–1523), altniederländischer Maler
- Guy Duijck (1927–2008), belgischer Komponist, Professor und Dirigent
- Franky Van Der Elst (* 1961), Fußballspieler
- Jan van Eyck (um 1390–1441), Vertreter der altniederländischen Malerei
- Louis van Houtte (1810–1876), Botaniker und Baumschulenbesitzer in Gentbrugge (heute zu Gent)
- Gilles Joye (1424/25–1483), Theologe, Dichter, Sänger und Komponist
- Hans Memling (zwischen 1433 und 1440–1494), deutscher Maler der niederländischen Schule
- Jacob Obrecht (1457 oder 1458–1505), flämischer Komponist und Sänger sowie Kleriker der Renaissance
- Gertrude de Pélichy (1743–1825), Malerin
- Werner Quintens (1937–2005), belgischer römisch-katholischer Priester
- Jacek Saryusz-Wolski (* 1948), 1997 bis 1999 Vizerektor des Europakollegs in Brügge
- John Sutton, 3. Baronet (1820–1873), englischer Wohltäter und Mäzen
- Guy Thys (1922–2003), belgischer Fußballtrainer
- Johan Vandewalle (* 1960), Orientalist
- Hildebrand Veckinchusen (um 1370–1426), Kaufmann der Hansezeit
- Gaspar van Weerbeke (um 1445–nach 1517), Komponist und Sänger
- Joseph H. H. Weiler (* 1951), Professor für Internationales Recht und Europarecht am Europakolleg in Brügge